# Horst Sommerfeld
Horst Sommerfeld (* 24. August 1930 in Gelsenkirchen; † 4. Mai 2025 in Castrop-Rauxel) war ein deutscher Politiker und Landtagsabgeordneter (SPD).

## Leben und Beruf
Nach dem Schulbesuch absolvierte er eine Handwerksausbildung und war danach als Elektro-Schweißer beschäftigt. Anschließend war er Jugendsekretär beim Deutschen Gewerkschaftsbund und später Kreisvorsitzender beim DGB.
Der SPD gehörte Sommerfeld ab dem Jahr 1951 an. Er war in zahlreichen Parteigremien aktiv, so u. a. als Mitglied des Unterbezirksvorstandes Recklinghausen. Mitglied der IG Metall war er ab 1949. Er war Vorsitzender des Programmbeirats der Ruhrfestspiele.

## Abgeordneter
Vom 28. Mai 1975 bis zum 31. Mai 1995 war Sommerfeld Mitglied des Landtags des Landes Nordrhein-Westfalen. Er wurde jeweils in den Wahlkreisen 108 Castrop-Rauxel bzw. 084 Recklinghausen IV direkt gewählt.
Während dieser Zeit war er ordentliches Mitglied im Ausschuss für Wirtschaft, Mittelstand und Technologie, im Kulturausschuss, im Ausschuss für Ernährung, Land-, Forst- und Wasserwirtschaft, im Wirtschaftsausschuss sowie im Ausschuss für Arbeit, Gesundheit, Soziales und Angelegenheiten der Vertriebenen und Flüchtlinge.
Von 1964 bis 1981 war er Mitglied im Stadtrat der Stadt Castrop-Rauxel und von 1970 bis 1975 Mitglied der Landschaftsversammlung des Landschaftsverbandes Westfalen-Lippe.

## Ehrungen
Sommerfeld wurde am 4. März 1999 mit dem Verdienstorden des Landes Nordrhein-Westfalen ausgezeichnet.